# Gärdet

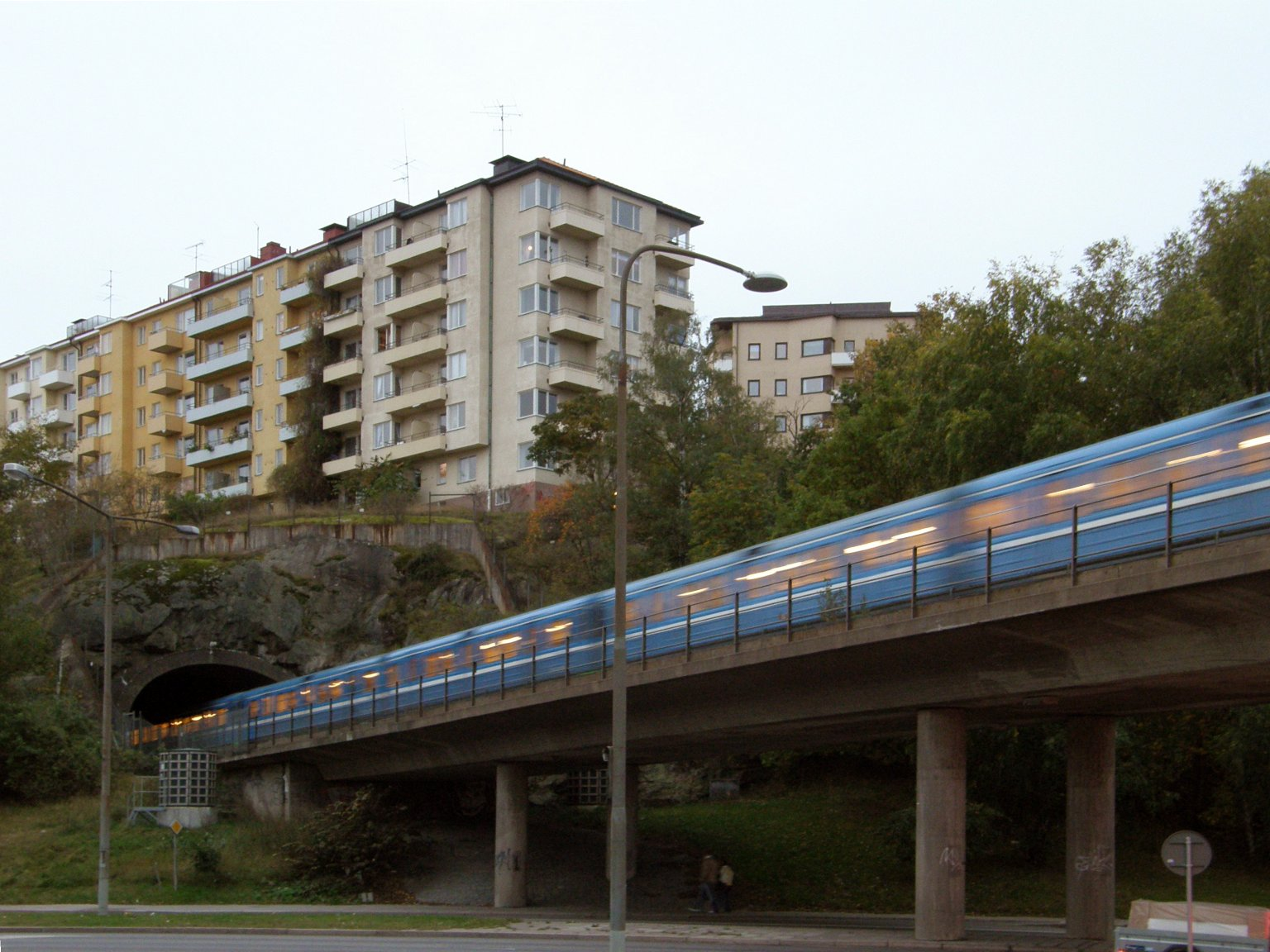
Wiadukt nad Lidingövägen i Tegeluddsvägen w kierunku Ropsten

Gärdet – podziemna stacja metra w Sztokholmie, w dzielnicy Östermalm, w części Gärdet. Na czerwonej linii metra T13, między Karlaplanem a Ropsten. Dziennie korzysta z niej około 11 200 osób.
Stacja znajduje się na głębokości 20–29 m na zachód, równolegle do Värtavägen. Ma dwa hale biletowe, północna ma wyjścia przy Värtavägen 59 i Furusundsgatan 15. Południowa hala znajduje się przy Brantingsgatan i Askrikegatan. 
Otworzono ją 2 września 1967 wraz z odcinkiem Östermalmstorg-Ropsten. Ma jeden peron. Stacja została zaprojektowana przez Olova Blomkvista.

## Sztuka
- Rzeźby chrząszczy, Karl Axel Pehrson, 1967
- Dekoracje ścian, Mari Rantanen, 2006

## Czas przejazdu
| Linia | Stacja   | Czas przejazdu | Stacja                                                    | Czas przejazdu                 |
| T13   | Ropsten  | 2 min          | Östermalmstorg T-Centralen Gamla stan Slussen Liljeholmen | 4 min 6 min 8 min 9 min 16 min |
| T13   | Norsborg | 42 min         | Östermalmstorg T-Centralen Gamla stan Slussen Liljeholmen | 4 min 6 min 8 min 9 min 16 min |

## Otoczenie
W otoczeniu stacji znajdują się:
- Kungliga Tennishallen
- Länsrätten
- Värtans station
- Finlandsparken
- Dragon regementet
- Olaus Petriparken
- Olaus Petri skola
- Gärdets sjukhem
- Kampementsbadet
- Filmhuset